# Montezuma’s Revenge
Montezuma’s Revenge – komputerowa gra zręcznościowa wydana na Atari 8-bitowe i domowe konsole Atari 2600, Atari 5200, a także na Apple II, ColecoVision, Commodore 64, IBM PC, Sega Master System oraz na ZX Spectrum (jako "Panama Joe"). Twórcą gry jest Robert Jaeger. Oficjalnie gra pojawiła się w sprzedaży w roku 1984 dzięki wydawnictwu Parker Brothers. Tytuł gry nawiązuje do potocznego angielskiego wyrażenia opisującego nieprzyjemne efekty związane z nieżytem żołądka, które często występuje u turystów. Montezuma’s Revenge jest grą zręcznościową, gdzie gracz poszukuje skarbów i rozwiązuje liczne zagadki.

## Historia
Przyjaciel autora, Mark Sunshine, zainspirował go do stworzenia gry. Zasugerował on, iż warto stworzyć grę opartą na klimacie kultury środkowoamerykańskiej. Jaeger przedstawił wstępną wersję gry na kalifornijskich targach Consumer Electronics Show 1983. Zajmowała 35 kB pamięci Atari. Podczas targów jeden z pracowników Parker Brothers zaproponował współpracę Jaegerowi, postawił jednak warunek, że gra powinna zajmować maksymalnie 16 kB. Wynikało to z faktu ograniczeń sprzętowych konsoli Atari 5200 oraz komputerów Atari 400 i 600XL. Wiązało się też z obniżeniem kosztów produkcji kartridży. Twórca gry zgodził się na warunki, sprzedając licencję wydawnictwu. Pod tytułem "Montezuma’s Revenge" została wydana okrojona wersja gry, ze zubożoną grafiką (np. brak pajęczyn w rogach komnat), nieco różniącym się bohaterem i składająca się z 10 poziomów trudności, bez spotkania finałowego ducha władcy Montezumy. Gra ta w popularnej pirackiej wersji kasetowej na 8-bitowe Atari była także znana jako "Preliminary Monty 16 K", od napisu tytułowego. Mimo to, w niejasny sposób, nieoficjalnie stała się dostępna także niedokończona 35-kilobajtowa wersja oryginalnej gry, z niemożliwą do przejścia sceną z duchem Montezumy. Gra w oficjalnej wydanej 16-kilobajtowej wersji została następnie wydana także na inne platformy, w tym w bardzo uproszczonej wersji na konsolę Atari 2600.

## Rozgrywka
Gracz otrzymuje do dyspozycji postać o imieniu Panama Joe (a.k.a. Pedro). Poruszamy się od lokacji do lokacji przechodząc podziemny labirynt świątyni Azteków z XVI wieku należącej do wielkiego cesarza Montezumy II. Właściwa rozgrywka rozpoczyna się z chwilą wejścia śmiałka do ogromnej budowli i sprowadza się do odnajdywania kluczy, pozwalających otwierać zamknięte przejścia, unikania przeciwników (m.in. pająków, czaszek i jadowitych węży) lub ich zabijania za pomocą znalezionych w labiryncie mieczy oraz kolekcjonowania skarbów. W grze pojawia się również kilka użytecznych przedmiotów, np. pochodnie, które rozświetlają ciemności panujące na niektórych poziomach świątyni. Celem zmagań jest dotarcie do komnaty ze skarbami, znajdującej się w najniżej położonej części ogromnego kompleksu.
W grze gracz ma do przejścia dziewięć poziomów trudności. Mimo że podstawowy układ piramidy pozostaje taki sam. Przechodząc z jednego poziomu na następny, widać niewielkie zmiany które zmuszają gracza do przemyślenia strategii. Zmiany te obejmują:
- Blokowanie lub otwieranie niektórych dróg (poprzez dodanie / usunięcie ściany lub drabinki)
- Dodawanie wrogów i przeszkód
- Zmiana układu elementów
- Więcej ciemnych poziomów, z mniejszą liczbą pochodni